# فيليكس فون بارت
فيليكس فون بارت (بالألمانية: Felix Barth)‏ (و. 1851 – 1931 م) هو ضابط من ألمانيا، وبولندا، ويحمل رتبة عسكرية فريق أول، توفي في درسدن، عن عمر يناهز 80 عاماً.

## جوائز
حصل على جوائز منها:
- وسام فرانز جوزيف
- وسام ألبرت الملكي الساكسوني [الإنجليزية]‏